# Arturo Carlo Jemolo
(A. C. Jemolo riguardo alla Costituzione Italiana)
Arturo Carlo Jemolo (Roma, 17 gennaio 1891 – Roma, 12 maggio 1981) è stato un giurista e storico italiano.
Cattolico-liberale (o meglio "liberal-cattolico"), impegnato in sostegno della laicità dello Stato, i suoi interventi hanno suscitato echi e consensi; sul terreno giuridico sono particolarmente rilevanti i contributi di diritto ecclesiastico; su quello storiografico restano fondamentali gli studi su Stato e Chiesa nell'Italia unita.

## Biografia
Il padre Luigi Jemolo, siciliano di Ragusa, fu ragioniere di prefettura a Siracusa, poi funzionario al Ministero della marina a Roma. La madre Anna Adele Sacerdoti, figlia di Leone Sacerdoti e di Marietta Momigliano, piemontese di Ceva, era insegnante elementare e faceva parte della vasta famiglia Momigliano di religione ebraica a cui appartennero Attilio, Felice e Arnaldo; si convertì al cattolicesimo in tarda età; sposata con il rito civile, fece battezzare il figlio a sette anni, dopo la morte della propria madre.
A Roma Jemolo frequentò le ultime classi elementari alla scuola di via Gesù e Maria (la madre lo aveva preparato in casa per prima e seconda) e il ginnasio all'Ennio Quirino Visconti. Sul finire del 1905, dopo la morte del padre non ancora quarantenne, si trasferì a Torino dove seguì le ultime due classi liceali al Vittorio Alfieri. Tra gli insegnanti ebbe l'italianista Luigi Piccioni e il filosofo Piero Martinetti.
Nel 1907 si iscrisse alla facoltà di Giurisprudenza dell'Università degli Studi di Torino: tra i docenti ebbe Achille Loria, Gian Pietro Chironi, Luigi Einaudi (al quale lo legò poi una lunga amicizia), Federico Patetta, Gaetano Mosca e Francesco Ruffini, con il quale preparò e discusse una tesi di diritto ecclesiastico (La questione della proprietà ecclesiastica nel Regno di Sardegna e nel Regno d'Italia, 1848-1888), laureandosi con 110, lode e dignità di stampa, l'11 luglio 1911. Nel periodo universitario frequentò, presso la facoltà di lettere, anche i corsi di Arturo Graf, Arturo Farinelli, Pietro Toesca, Giovanni Vidari. Richiamato allo scoppio della I guerra mondiale nelle file del Regio Esercito, fu sottotenente di artiglieria presso il 4º Reggimento di Artiglieria da Costa (Fortezza) a Taranto prestando servizio nella 13ª Compagnia di stanza presso la Batteria Costiera "Ammiraglio Saint Bon" sul litorale meridionale della città dapprima nel 1915 e poi, successivamente congedato, nuovamente da marzo (richiamato a domanda) a maggio 1917. Trasferito, sempre a domanda al fronte, cadde prigioniero degli austro-ungarici durante la rotta di Caporetto nell'ottobre dello stesso anno. Rientrato in Italia nel novembre 1918, venne posto in congedo nel 1919.
Fu poi professore di Diritto ecclesiastico nelle università di Sassari dal 1920, a Bologna, alla Cattolica di Milano e a Roma dal 1933 fino al 1961. A Roma fu professore di Giuseppe Alliegro, poeta e scrittore, di cui approvò la tesi di laurea sul “Matrimonio concordatario“, in netta opposizione alle teorie del regime e “quando maggiormente fervevano le spavalderie mussoliniane sulla difesa della razza“.
Nel 1925 fu tra i primi quaranta firmatari del Manifesto degli intellettuali antifascisti promosso da Benedetto Croce. Nel 1931 prestò Giuramento di fedeltà al fascismo imposto dal regime ai professori universitari, pena la perdita della cattedra e l'esclusione dall'insegnamento: quarant'anni più tardi avrebbe ricordato che la paura della povertà lo spaventava più della guerra. Jemolo aveva origini ebraiche da parte materna (un suo zio era stato anche rabbino di Bologna) ma, essendo di padre cattolico e cattolico egli stesso, non fu colpito dalle leggi razziali fasciste del 1938.
Durante il periodo dell'occupazione tedesca di Roma, ospitò nella propria abitazione la famiglia di Mario e Giorgio Falco, amici ebrei. Per questo motivo il suo nome, assieme a quello della moglie Adele Morghen, e della figlia Adele Maria, è iscritto tra i giusti tra le nazioni a Yad Vashem.
Dal 1945 al 1946 fu il primo presidente della RAI. Dal 1946 fu socio nazionale dell'Accademia dei Lincei.
Collaboratore delle testate Il Mondo di Mario Pannunzio e Il Ponte di Piero Calamandrei; il primo e il due maggio 1954 partecipò a Roma al primo Convegno nazionale massonico dei professori e docenti universitari. Inizialmente vicino al Partito d'Azione, fu sostenitore dell'alleanza Partito Repubblicano-Partito Radicale nelle elezioni del 1958 (Giovanni Spadolini chiese la sua nomina a senatore a vita).
Il 21 maggio 1947, a seguito del decreto del Tribunale della Rota Romana, Jemolo fu sospeso per “inabilità” dell’ufficio di Avvocato rotale: la motivazione del provvedimento era fondata sulla sfida a duello con il giornalista Stanis Ruinas, che lo aveva accusato di fascismo. In seguito fu reintegrato nel suo titolo e nelle relative funzioni.
Negli ultimi anni della sua vita fu collaboratore ed editorialista de La Stampa e consigliere politico molto ascoltato in Vaticano.
Il 17 gennaio 1991, con una cerimonia promossa dal Consiglio regionale del Lazio, fu celebrato in Campidoglio il centenario della nascita di Arturo Carlo Jemolo. In tale occasione fu anche annunciata la costituzione dell'Istituto regionale di studi giuridici del Lazio Arturo Carlo Jemolo.

## Pensiero giuridico
Come giurista, fin dalla prima produzione, si preoccupò di dare al diritto ecclesiastico carattere di disciplina rigorosamente giuridica, che astraesse da considerazioni ideologiche, e di tenere nettamente separato il diritto della Chiesa cattolica da quello dello Stato (trattato come un ramo del diritto pubblico, secondo un coerente laicismo mai sfociante in vero e proprio anticlericalismo): in questa ottica dev'essere considerata la sua opera Chiesa e Stato negli ultimi cento anni (1948, Premio Viareggio) 1949.
Al contempo liberale e cattolico, amava definirsi "liberal-cattolico", appellativo riservato a chi «per intensa che sia la sua fede o la sua pratica, pensi secondo schemi della società civile, dia gran posto nelle sue preoccupazioni alle strutture statali; a chi, ad esempio, riconoscesse che nella sua formazione avessero agito eminentemente uomini del mondo laico: Martinetti e Croce, Ruffini ed Einaudi». Celebre è l'espressione utilizzata da Jemolo, da posizioni cattolico-liberali, per rivendicare l'autonomia della famiglia nei confronti delle ingerenze dello Stato fascista: la famiglia è una «isola che il mare del diritto deve solo lambire». Come Croce, Martinetti e la Chiesa cattolica, Jemolo fu avverso alla massoneria:«Se rivado al 1912-13, mi vedo anch'io pieno di odio antimassonico».

## Riconoscimenti
- 1949 - Premio Viareggio per il saggio Chiesa e Stato negli ultimi cento anni;[13]
- 1960 - Premiolino "per una serie di articoli sui rapporti fra Stato e Chiesa".[14]

## Opere
- La questione della proprietà ecclesiastica nel Regno di Sardegna e nel Regno d'Italia durante il quarantennio 1848-1888. Torino, Tipo-litografia Bono, 1911.
- Stato e Chiesa negli scrittori politici italiani del Seicento e del Settecento, Milano, F. Bocca, 1914[2].
- L'amministrazione ecclesiastica. Milano, Società editrice libraria, 1916.
- Il partito cattolico piemontese nel 1855 e la legge sarda soppressiva delle comunità religiose. Casale, Tip. Bellatore e Bosco, 1919.
- Crispi, Firenze, Vallecchi, 1922[2].
- Storia antica. Firenze, Vallecchi, 1924.
- Storia medievale. Firenze, Vallecchi, 1926.
- Dal 1558 ad oggi. Firenze, Vallecchi, 1926.
- Il giansenismo in Italia prima della rivoluzione, Bari, Laterza, 1928[2].
- Lezioni di diritto costituzionale. Bologna, Gruppo Universitario Fascista Giacomo Venezian, 1930.
- La questione romana. Milano, Ist. per gli Studi di Politica Internazionale, 1938.
- Il matrimonio (nel Trattato di diritto civile italiano diretto da F. Vassalli), 1937[2][15].
- Per la pace religiosa in Italia. Firenze, La Nuova Italia, 1944.
- Corso di diritto ecclesiastico: 1944-1945. Roma, Tip. Universitaria, 1946.
- Chiesa e stato in Italia negli ultimi cento anni. Torino, Einaudi, 1948[2].
- Italia tormentata (1946-1951): saggi. Bari, Laterza, 1951[2].
- La crisi dello Stato moderno, Bari, Laterza, 1954[2].
- Lezioni di diritto ecclesiastico. Milano, Giuffrè, 1959.
- Società civile e società religiosa: 1955-1958. Torino, Einaudi, 1959[2].
- Libera Chiesa in libero Stato (in Cavour 1861-1961 di Aa. Vv.), Torino, 1961[2][16].
- Lo sperpero del pubblico denaro (Jemolo ed altri). Milano, Giuffrè, 1965.
- Scritti vari di storia religiosa e civile. Milano, Giuffrè, 1965.
- Costume e diritto, Vicenza, Neri Pozza Editore, 1968[2].
- Anni di prova. Vicenza, Neri Pozza, 1969.
- Premesse ai rapporti tra Chiesa e Stato. Milano, Giuffrè, 1969.
- Il dramma di Manzoni. Firenze, Le Monnier, 1973.
- La questione della proprietà ecclesiastica nel Regno di Sardegna e nel Regno d'Italia 1848-1888, Bologna, 1974 (riedizione della tesi di laurea)[2][17].
- Gli uomini e la storia. Roma, Studium, 1978.
- Questa repubblica: dal '68 alla crisi morale. Firenze, Le Monnier, 1981.
- Tra diritto e storia: (1960-1980). Milano, Giuffrè, 1982.
- Scherzo di Ferragosto. Roma, Editori Riuniti, 1983.
- Figli e padri. Roma, Studium, 1984, ISBN 88-382-3486-8.
- Anni di prova. Firenze, Passigli, 1991, ISBN 88-368-0186-2.
- Chiesa e stato in Italia dalla unificazione agli anni settanta. Torino, Einaudi, 1995, ISBN 88-06-04432-X.
- Che cos'e la Costituzione. Roma, Donzelli, 1996, ISBN 88-7989-257-6.
- Il malpensante (a cura di Bruno Quaranta), Aragno, 2011, ISBN 978-88-8419-512-8[2].
- Al Convegno dei cinque (a cura di Paolo Valbusa). Roma, Storia e Letteratura, 2013.

## Biblioteca personale
La Biblioteca di Scienze sociali dell'Università degli studi di Firenze conserva il Fondo Jemolo, comprendente monografie, opuscoli, inventari su argomenti connessi alla storia, la storia delle religioni, il diritto ecclesiastico e canonico, la storia dei rapporti fra Stato e Chiesa.